# Josef Guisez
Johann Nepomuk Wilhelm Josef Guisez (* 12. April 1784 in Bonn; † 5. Dezember 1848 in Aachen) war ein Verwaltungsbeamter in drei verschiedenen Herrschaftssystemen und zuletzt Landrat des Stadtkreises Aachen.:488

## Leben

### Kindheit und Ausbildung
Josef Guisez war der Sohn des herzoglich Arenbergischen Hofrats in Recklinghausen und späteren Polizeirats in Köln, Johann Franz Joseph Guisez († 10. Juni 1829 in Köln) und der Maria Gertrud, geb. Keiffen († 13. Februar 1828 in Köln). Nach dem Besuch des Gymnasiums studierte er bis 1804 an der Universität in Göttingen Rechtswissenschaften.:488

### Werdegang
Seinem Vater folgend, trat er zum 16. Dezember 1805 als Domanialadvokat ebenfalls in den Dienst des Herzogs von Arenberg. Nach der Annexion des Herzogtums durch Frankreich am 13. Dezember 1810 ließ sich Guisez als Anwalt am Tribunal 1. Instanz (Zivilgericht) in Mülheim am Rhein nieder (17. Dezember 1811). Seit dem 1. Februar 1812 bekleidete er eine Stelle an dem Gericht selbst. Von dort wechselte er im Juni 1814 als Kreispolizeikommissar in das Arrondissement Aachen, wo er später zum Polizeirat ernannt wurde.:488 Mit dem Übergang an Preußen wechselte er dann in den preußischen Verwaltungsdienst, als Polizeiinspektor (1830/33) führte Guisez die Aachener Polizeigeschäfte, zuletzt in der Stellung eines Polizeirats. Nach der Umsetzung des Aachener Polizeidirektors, Georg Wilhelm von Lüdemann, im Jahr 1843 (Juli?) übernahm er, zunächst kommissarisch, dessen Amt. Die definitive Ernennung folgte mit Allerhöchster Kabinettsorder vom 18. September 1845. Josef Guisez starb im Dienst.:489
Familie
Der Katholik Josef Guisez heiratete vor dem Jahr 1823 Antoinette, geb. Eick (* ca. 1791 in Recklinghausen; † 28. September 1844 in Eupen), einer Tochter des Anton Joseph Eick.:488